# Kommunalpolitisches Forum Sachsen
Das Kommunalpolitische Forum Sachsen ist ein deutscher, der Partei Die Linke nahestehender gemeinnütziger Verein mit Geschäftssitz in Chemnitz. Der Verein ist Träger politischer Bildungsarbeit mit dem Schwerpunkt Kommunalpolitik. Er versteht sich der geistigen Grundströmung des Demokratischen Sozialismus zugehörig.

## Geschichte
Der Verein wurde am 30. November 1991 gegründet. 1995 erkannte die PDS den Verein als parteinahen Bildungsträger an. Seit 1996 bezieht das KFS Fördermittel des Freistaats Sachsen. Seit 2020 hat der Verein seinen Sitz in Chemnitz.

## Engagement
Das Kommunalpolitische Forum Sachsen sieht sich dem Demokratischen Sozialismus verbunden. Ziel der Vereinstätigkeit ist es, kommunale Mandatsträger, sachkundige Einwohner und interessierte Bürger für die Teilhabe an der kommunalen Selbstverwaltung zu motivieren und zu befähigen.
Zu diesem Zweck führt der Verein Bildungsveranstaltungen verschiedener Formate durch. Die Veranstaltungen finden sachsenweit statt und werden zum Teil in Kooperation mit den jeweiligen Gemeindeverwaltungen durchgeführt.
Das KFS ist als eigenständiger Verlag registriert und ist Herausgeber der Schriftenreihen Kommunales Wissen, Kommunale Praxis und Edition KFS, des Fachnewsletters Kommunal-Info sowie der halbjährlich erscheinenden Zeitschrift Das Kommunalforum.

## Rechtsform und Finanzierung
Das KFS hat die Rechtsform eines eingetragenen Vereins. Finanziert wird der Verein aus Mitgliedsbeiträgen, Spenden und aus Fördermitteln des Freistaats Sachsen.

## Organisation
Höchstes Vereinsorgan ist die Mitgliederversammlung. Sie wählt alle zwei Jahre den Vorstand des Vereins. Dem Vorstand gehören aktuell sieben Mitglieder an, die Vorsitzende ist Sabine Brünler (Stand: Mai 2025).
Der Verein unterhält eine Geschäftsstelle in Chemnitz und hat vier Angestellte. Geschäftsführer ist Patrick Pritscha (Stand: Mai 2025).

## Publikationen
- Patrick Pritscha: Schrumpfende Städte und Stadtentwicklung. Ein Überblick. Kommunalpolitisches Forum Sachsen, Dresden 2007, ISBN 978-3-89819-280-4.
- Patrick Pritscha: Was ist ein Bürgerhaushalt und wie entsteht er? Ein Leitfaden zur Erarbeitung von Bürgerhaushalten. Kommunalpolitisches Forum Sachsen, Dresden 2008, ISBN 978-3-89819-308-5.
- Katrin Pritscha, Horst Wehner: Menschen mit Behinderung – kommunale Akteure sind gefragt. Eine Handlungsanregung. Kommunalpolitisches Forum Sachsen, Dresden 2013, ISBN 978-3-89819-402-0.
- Roland Roth u. a.: Bürgerbeteiligung und Demokratie auf kommunaler Ebene. Kommunalpolitische Konferenz 2013. Kommunalpolitisches Forum Sachsen, Dresden 2013, ISBN 978-3-89819-406-8.
- Konrad Heinze: Kommunale Asylpolitik. Kommunalpolitisches Forum Sachsen, Dresden 2016, ISBN 978-3-945564-03-5.
- Frank Kutzner: Beteiligung in der Kommunalpolitik. Eine Startanleitung. Kommunalpolitisches Forum Sachsen, Dresden 2017, ISBN 978-3-945564-04-2.
- Christian Wirrwitz: Kommunikation, Rhetorik, Argumentation. Basiswissen für die Kommunalpolitik. Kommunalpolitisches Forum Sachsen, Dresden 2017, ISBN 978-3-945564-05-9.
- Christian Wirrwitz: Zeitsouveränität und Selbstorganisation im kommunalpolitischen Alltag. Kommunalpolitisches Forum Sachsen, Dresden 2018, ISBN 978-3-945564-06-6.
- Achim Grunke: Ausschreibung und Vergabe öffentlicher Aufträge. Ein Leitfaden für die Kommunalpolitik. Kommunalpolitisches Forum Sachsen, Dresden 2018, ISBN 978-3-945564-07-3.
- Thomas Scherzberg: Handbuch für eine nachhaltige kommunale Umweltpolitik. Kommunalpolitisches Forum Sachsen, Dresden 2018, ISBN 978-3-945564-08-0.
- Christian Wirrwitz: Personalführung und Teamarbeit. Grundlagen für die Kommunalpolitik. Kommunalpolitisches Forum Sachsen, Dresden 2019, ISBN 978-3-945564-10-3.
- Alexander Thomas: Kommunales Haushaltsrecht in Sachsen. Ein Leitfaden. Dresden 2020, ISBN 978-3-945564-13-4.
- Das Kommunalforum. Zeitschrift für progressive Lokalpolitik. Band 1. Kommunalpolitisches Forum Sachsen, Dresden 2020, ISBN 978-3-945564-14-1.
- Das Kommunalforum. Zeitschrift für progressive Lokalpolitik. Band 2. Kommunalpolitisches Forum Sachsen, Chemnitz 2021, ISBN 978-3-945564-15-8.
- Christian Wirrwitz: Social Media. Ein Praxisleitfaden für die Kommunalpolitik. Chemnitz 2021, ISBN 978-3-945564-16-5.
- Das Kommunalforum. Zeitschrift für progressive Lokalpolitik. Band 3. Kommunalpolitisches Forum Sachsen, Chemnitz 2021, ISBN 978-3-945564-17-2.
- Das Kommunalforum. Zeitschrift für progressive Lokalpolitik. Band 4. Kommunalpolitisches Forum Sachsen, Chemnitz 2022, ISBN 978-3-945564-18-9.
- Das Kommunalforum. Zeitschrift für progressive Lokalpolitik. Band 5. Kommunalpolitisches Forum Sachsen, Chemnitz 2022, ISBN 978-3-945564-19-6.
- Das Kommunalforum. Zeitschrift für progressive Lokalpolitik. Band 6. Kommunalpolitisches Forum Sachsen, Chemnitz 2023, ISBN 978-3-945564-20-2.
- Christian Wirrwitz: Volksnähe und Populismus. Eine Diagnose für die Kommunalpolitik. Chemnitz 2023, ISBN 978-3-945564-21-9.
- Das Kommunalforum. Zeitschrift für progressive Lokalpolitik. Band 7. Kommunalpolitisches Forum Sachsen, Chemnitz 2023, ISBN 978-3-945564-22-6.
- Achim Grunke, Alexander Thomas: Das kommunale Mandat. Kommunalpolitisches Forum Sachsen, Chemnitz 2024, ISBN 978-3-945564-24-0.
- Das Kommunalforum. Zeitschrift für progressive Lokalpolitik. Band 8. Kommunalpolitisches Forum Sachsen, Chemnitz 2024, ISBN 978-3-945564-23-3.
- Das Kommunalforum. Zeitschrift für progressive Lokalpolitik. Band 9. Kommunalpolitisches Forum Sachsen, Chemnitz 2024, ISBN 978-3-945564-25-7.
- Achim Grunke u. a.: Kommunal-ABC. Lexikon für die Lokalpolitik. Kommunalpolitisches Forum Sachsen, Chemnitz 2025, ISBN 978-3-945564-28-8.